# 棚橋訓
棚橋 訓（たなはし さとし、1960年 - ）は、日本の文化人類学者。お茶の水女子大学教授。

## 略歴
1982年慶應義塾大学文学部史学科民族学考古学専攻卒業。1984年同大学院文学研究科史学専攻修士課程修了。1989年ハワイ大学マノア校社会科学部人類学専攻博士課程修了。2002年東京都立大学 (1949-2011)大学院社会科学研究科社会人類学専攻博士課程修了。博士（社会人類学）。
1989年北海道東海大学国際文化学部専任講師。1993年慶大文学部専任講師、1996年助教授。2001年東京都立大学人文学部助教授、2005年首都大学東京都市教養学部准教授。2006年お茶の水女子大学教授。

## 著書
- （松園万亀雄編、須藤健一・菅原知孝・栗田博之・山極寿一共著）『性と出会う』（講談社、1996年）
- （塩田光喜編、馬場淳・風間計博・石森大知共著）『知の大洋へ、大洋の知へ!』（彩流社、2010年）

### 訳著
- （フィリップ・K.ボック著、白川琢磨共訳）『心理人類学』（東京創元社、1987年）